# Place Moulin
Die Talsperre Place Moulin ist eine Talsperre in Italien. Sie steht in einem Seitental des Aostatals nordöstlich von Aosta in der Gemeinde Bionaz und staut dort den Buthier, einen Nebenfluss der Dora Baltea, mit einer Bogenstaumauer zu einem Stausee auf. Die von 1955 bis 1965 gebaute Staumauer gehörte damals mit 155 m Höhe zu den größten Talsperren der Erde.
Vom Parkplatz oben an der Staumauer kann auf einem bequemen Weg nach 1 Stunde Gehzeit die Schutzhütte Rifugio Prarayer erreicht werden. Der Parkplatz ist ebenfalls Ausgangspunkt der Wanderung zur Rifugio Nacamuli al Col Collon.

## Weblinks

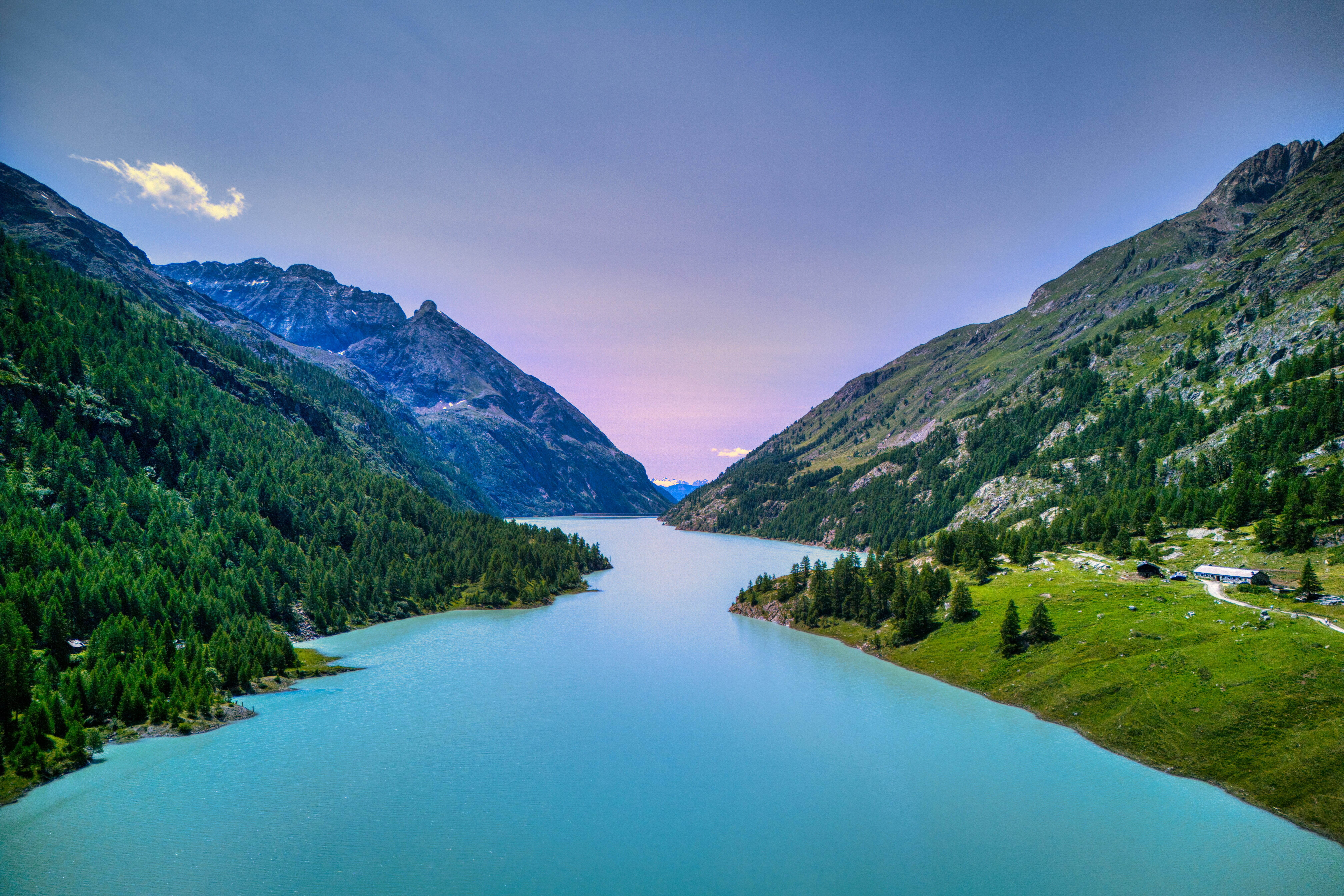
Blick auf den Stausee